# 천성 (후당)
천성(天成, 926년 4월 ~ 930년 2월)은 후당(後唐) 명종(明宗) 이단(李亶)의 첫번째 연호이다. 3년 10개월 가량 사용하였다.  
천성 연호를 차용한 십국(十國) 국가는 민나라(閩), 형남(荊南, 926년 4월 ~ 928년 6월 / 929년 7월 ~ 930년 2월), 남초(南楚, 926년 6월 ~ 930년 2월)가 있다.

## 개원
- 동광(同光) 4년 4월 28일[1](926년 6월 11일)에 연호를 천성(天成)으로 개원함.[2][3][4][5]

- 천성(天成) 5년 2월 21일[6](930년 3월 23일)에 연호를 장흥(長興)으로 개원함.[7][3][8][5]

## 연대 대조표
| 천성       | 원년                           | 2년                 | 3년                 | 4년                 | 5년        |
| 서기(西紀) | 926년                          | 927년               | 928년               | 929년               | 930년      |
| 간지(干支) | 병술(丙戌)                     | 정해(丁亥)          | 무자(戊子)          | 기축(己丑)          | 경인(庚寅) |
| 거란(契丹) | 천찬(天贊) 5년 천현(天顯) 원년 | 2년                 | 3년                 | 4년                 | 5년        |
| 남한(南漢) | 백룡(白龍) 2년                 | 3년                 | 4년 대유(大有) 원년 | 2년                 | 3년        |
| 양오(楊吳) | 순의(順義) 6년                 | 7년 건정(乾貞) 원년 | 2년                 | 3년 대화(大和) 원년 | 2년        |
| 오월(吳越) | 보정(寶正) 원년                | 2년                 | 3년                 | 4년                 | 5년        |

## 동시대 연호

### 한국
고려(高麗)
- 천수(天授) (918년 ~ 933년)

후백제(後百濟)
- 정개(正開) (900년 ~ 936년)

### 중국
거란(契丹)
- 천현(天顯) (926년 ~ 938년)

남한(南漢)
- 백룡(白龍) (925년 ~ 928년)
- 대유(大有) (928년 ~ 942년)

양오(楊吳)
- 순의(順義) (921년 ~ 927년)
- 건정(乾貞) (927년 ~ 929년)
- 대화(大和) (929년 ~ 935년)

오월(吳越)
- 보정(寶正) (926년 ~ 931년)

대장화(大長和)
- 초력(初曆) (925년 ~ 926년)
- 천응(天應) (927년 ~ 928년)

대천흥(大天興)
- 존성(尊聖) (928년 ~ 929년)

대의녕(大義寧)
- 흥성(興聖) (929년 ~ 930년)

호탄 왕국(于闐)
- 동경(同慶) (912년 ~ 966년)

### 일본
- 엔초(延長) (923년 ~ 931년)

## 같이 보기
- 다른 왕조의 같은 연호
  - 양(梁) 천성(天成, 555년)
  - 연(燕, 안사의 난) 천성(天成, 758년 ~ 759년)
  - 리 왕조(李朝) 티엔타인(天成, 1028년 ~ 1034년)

- 중국의 연호 목록